# Rullepølse
 Der er for få eller ingen kildehenvisninger i denne artikel, hvilket er et problem. Du kan hjælpe ved at angive troværdige kilder til de påstande, som fremføres i artiklen.

Rullepølse er kød som er saltet i en lage, rullet sammen med krydderier, kogt og presset i en rullepølsepresse.
Kødet er slag af svin, okse eller lam. 
Rullepølse bruges skiveskåret som pålæg.
| Mad og drikke | Spire Denne artikel om mad og drikke er en spire som bør udbygges. Du er velkommen til at hjælpe Wikipedia ved at udvide den. |